# Kalkdån
Kalkdån (Galeopsis angustifolia) är en växtart i familjen kransblommiga växter. 
Den förekommer i Spanien, Centraleuropa, södra Nordeuropa och norra Balkan, i Sverige endast sällsynt och endast i de sydligaste landkskapen. 